# BWP Borsuk
Veículo de Combate de Infantaria "Borsuk" - um protótipo de um veículo de combate de infantaria polonês desenvolvido como parte do projeto do Novo Veículo de Combate de Infantaria Anfíbia de codinome "Borsuk", implementado por um consórcio composto por: Huta Stalowa Wola (líder), Wojskowe Zakłady Motoryzacyjne SA, Wojskowe Zakłady Elektroniczne SA, Wojskowe Zakłady Inżyniericzne SA, Instituto Militar de Armadura e Tecnologia Automotiva, Universidade Militar de Tecnologia, Academia de Arte de Guerra, Universidade de Tecnologia de Varsóvia, Centro de Pesquisa e Desenvolvimento de Dispositivos Mecânicos e Rosomak SA. O projeto foi cofinanciado em 2014 pelo Centro Nacional de Pesquisa e Desenvolvimento.

## história de desenvolvimento
Em 24 de outubro de 2014, foi assinado um acordo com um consórcio liderado por Huta Stalowa Wola SA para a implementação de trabalhos de desenvolvimento com cofinanciamento do Centro Nacional de Pesquisa e Desenvolvimento para o desenvolvimento de um novo código flutuante de Veículo de Combate de Infantaria - denominado " Borsuk", que substituirá os obsoletos BWP-1 usados atualmente, que são o equipamento básico dos batalhões mecanizados. O projecto insere-se no Plano de Modernização Técnica do Programa Operacional " Modernização das Forças Blindadas e Mecanizadas". O veículo usaria a torre não tripulada ZSSW-30, cujo desenvolvimento já havia sido comissionado em 29 de março de 2013 por um consórcio de HSW e WB Electronics.
Em 2017, durante a Exposição Internacional da Indústria de Defesa, a HSW apresentou um modelo do veículo de combate de infantaria Borsuk, feito de aço alvo blindado destinado a este veículo, com suspensão hidropneumática e torre não tripulada ZSSW-30. Em 2018, também na feira MSPO, um demonstrador aprimorado "Borsuk" foi apresentado, entre outras coisas, módulos de blindagem adicionais no casco e nas saias laterais. Em 2019, o protótipo Borsuk IFV foi apresentado com inúmeras melhorias em relação à versão dos anos anteriores. Painéis de blindagem externos e montagens para camuflagem móvel foram instalados. Na parte frontal do carro, entre outros, surgiram novos faróis e foi instalado um novo quebra-mar com controle hidráulico, resultado dos testes de flutuação do veículo. Atualmente, o quebra-mar é levantado a partir do topo do casco, e não a partir da parede frontal como antes.
Em 2018, foram realizados testes de fábrica do veículo. Em 2020, iniciaram-se as provas preliminares, seguidas das provas de qualificação militar. Nesse período será elaborada a Documentação Técnica do Produto, etapa que antecede a abertura do caminho para a produção em série do veículo. Em outubro de 2020, a Polska Grupa Zbrojeniowa anunciou que em setembro de 2020, o Borsuk IFV iniciou seus primeiros testes no campo de treinamento militar em Drawsko Pomorskie, onde passou por uma série de testes e verificações, incluindo testes de fogo.
Em 28 de abril de 2022, o Centro Nacional de Pesquisa e Desenvolvimento encomendou a construção de mais quatro protótipos, que serão submetidos a testes militares. A produção em série do Borsuk IFV deve começar na virada de 2023/24.
Em 14 de novembro de 2022, na presença do Ministro da Defesa Nacional Mariusz Błaszczak, ocorreu uma apresentação e testes cognitivos do Borsuk IFV no Centro de Treinamento das Forças Terrestres em Orzysz (foi testado por soldados da 15ª Brigada Mecanizada ). Foi então anunciado que a conclusão das provas de qualificação está prevista para 2023 e que o primeiro destinatário da nova viatura será a 16ª Divisão Mecanizada da Pomerânia. Também foi relatado que o trabalho está planejado para integrar outros tipos de PPK.

## Descrição técnica
O BWP "Borsuk" deve ser caracterizado pela capacidade de superar obstáculos aquáticos nadando e pela capacidade de operar em vários terrenos e condições climáticas. O IFV será projetado para proteger a tripulação e as tropas de desembarque contra o fogo de armas pequenas e lançadores de granadas antitanque, bem como contra explosões de minas e dispositivos explosivos improvisados. A armadura fornece proteção de nível 3, nível 4 para a frente do casco e torre, e resistência a explosão de nível 3a/3b de acordo com STANAG 4569.
A torre ZSSW-30 está equipada com um sistema automatizado de controle de tiro da WB Electronics, cabeçotes optoeletrônicos estabilizados poloneses GOD-1 (comandante) e GOC-1 (artilheiro) da PCO, com câmeras térmicas e de televisão e um telêmetro a laser, e o SSP -1 sistema de autodefesa Obra com oito lançadores de granadas furtivos multiespectrais.

## Armamento
"Borsuk" está armado com um canhão automático Mk 44S Bushmaster de 30 mm e uma metralhadora universal UKM-2000C de calibre 7,62 mm [. O armamento está localizado na torre não tripulada ZSSW-30 (Remotely Controlled Turret System). Além disso, o sistema de torre é equipado com um lançador de míssil guiado antitanque Spike LR duplo. O canhão fornece uma cadência de tiro de 200 tiros por minuto com munição padrão e um ângulo de elevação de 9 a 60 graus, enquanto os ATGMs Spike-LR podem atingir alvos blindados a uma distância de 4 quilômetros. A arma na versão Mk 44S permite o uso de munição programável e pode ser convertida para calibre 40 mm. É alimentado duplamente e a capacidade de munição de 30 mm é de 400 cartuchos.

## Dados táticos e técnicos
- tripulação: 3 (comandante, artilheiro, motorista) + 6 tropas de desembarque[14]
- peso de combate: 28 toneladas (versão básica) [12]
- fator de potência específico: 25,7 HP/t (com um peso de 28 toneladas)
- Velocidade[12] :
  - Em estradas pavimentadas: 65 km/h
  - Na água: 8km/h
- comprimento total: 7,6 m
- largura:
  - com painéis blindados: 3,4 m
- Motor diesel MTU 8V199 TE20 com 720 hp
- suspensão hidropneumática

## notas de rodapé
1. 1 2  MSPO 2018: Pancerny Borsuk nabiera kształtów – Defence24
2. ↑  Ry, Nowości HSW SA: NBPWP BORSUK – następca BWP-1 (em polaco)
3. ↑  Po epoce Rosomaka czas na Borsuka? (em polaco)
4. 1 2 3 4 5 6  «ZSSW-30. Pierwsza taka wieża, nie tylko dla NBPWP Borsuk». Magnum-X. Nowa Technika Wojskowa: 24–27. 2021
5. ↑  MSPO 2017: Premiera Borsuka – Defence24
6. ↑  Andrzej Pawłowski (3 de setembro de 2019), MSPO: Prototyp Borsuka na horyzoncie (em polaco)
7. ↑  Andrzej Pawłowski (23 de outubro de 2020), Borsuk na poligonie w Drawsku Pomorskim (em polaco)
8. 1 2  Andrzej Pawłowski (2019), MSPO: Prototyp Borsuka na horyzoncie
9. 1 2  Zbigniew Lentowicz-20 października 2020 (20 de outubro de 2020), Pancerny Borsuk daje ognia na Drawsku (em polaco)
10. ↑  Borsuk strzelał w Drawsku. „Spektakularne efekty” – Defence24
11. 1 2  Andrzej Kiński (2022). «Borsuki rosną w Stalowej Woli». Wojsko i Technika: 22–26
12. 1 2 3  Bojowy wóz piechoty Borsuk na testach w 15 Brygadzie
13. ↑  MSPO 2017: Premiera modelu bojowego wozu piechoty Borsuk (em polaco)
14. ↑  Zbigniew Lentowicz-11 marca 2020 (11 de março de 2020), Huta Stalowa Wola: Drugi egzemplarz bojowego wozu piechoty Borsuk (em polaco)